# Cortodera steineri
Cortodera steineri  (лат.) — жук из семейства усачей и подсемейства Усачики.

## Описание
Жук длиной от 7 до 11 мм. Время лёта взрослого жука с мая по июнь.

## Распространение
Распространён в европейской Турции и южной части Греции (Пелопоннес).

## Экология и местообитания
Жизненный цикл вида длится один год. Кормовые растения: представители рода васильки (Centaurea).